# Фердинандо II де Медичи
Вижте пояснителната страница за други личности с името Фердинандо де Медичи.
Фердинàндо II де Мèдичи (на италиански: Ferdinando II de’ Medici; * 14 юли 1610, Палацо Пити, Флоренция; † 23 май 1670, пак там) е Велик херцог на Тоскана (1621 – 1670) от фамилията Медичи. Той е щедър покровител на изследователи като Галилео Галилей, Еванджелиста Торичели и Винченцо Вивиани.

## Произход
Той е най-големият син на Козимо II де Медичи (* 1590, † 1621), велик херцог на Тоскана, и на Мария Магдалена Австрийска (* 1589, † 1631). Негови дядо и баба по бащина линия са Фердинандо I де Медичи, Велик херцог на Тоскана, и Кристина Лотарингска, принцеса от Дом Лотаринги, а по майчина – ерцхерцог Карл II Австрийски и Мария Анна Баварска. Има четири братя и три сестри:
- Мария Кристина де Медичи (* 1609, † 1632), инвалид, неомъжена
- Джован(и) Карло де Медичи (* 1611, † 1663), кардинал
- Маргерита де Медичи (* 1612, † 1679), регентка на Херцогство Парма и Пиаченца (1646 – 1648), съпруга на херцог Одоардо I Фарнезе
- Матиас де Медичи (* 1613, † 1667), военен, управител на Сиена (1629 – 1636, 1641 – 1643, 1644 – 1667), неженен
- Франческо де Медичи (* 1614, † 1634), военен, неженен
- Анна де Медичи (* 1616, † 1676), ерцхерцогиня на Предна Австрия като съпруга на Фердинанд Карл Австрийски-Тиролски
- Леополдо де Медичи (* 1617, † 1675), кардинал от 12 декември 1667 г., губернатор на Сиена (1636 – 1641 и 1643 – 1644)

## Биография

### Младост
Баща му умира, когато Фердинандо е на 11 години. Докато малолетният велик херцог навърши пълнолетие, Тоскана е поверена на регентството на неговата майка и баба му по бащина линия Мария Магдалена Австрийска и Кристина Лотарингска, подпомагани от регентски съвет. Управлението им е лошо: направени са огромни разходи за луксозни придобивки, вратите на правителството и на двора са отворени за голям брой неспособни духовници, а увеличаването на данъците и налозите бележи началото на тосканския икономически упадък. Във външната политика двете регентки организират годежа между 13-годишния Фердинандо и 2-годишната му братовчедка Витория дела Ровере, последната наследница на Херцогство Урбино, но не успяват да се противопоставят на окупацията на малка държава от папа Урбан VIII след смъртта на последния херцог.
Фердинандо получава прецизно образование под ръководството на двама учители и под ръководството на значими учители, включително Матео Нерони по география, история и космография и свещеника Фамиано Микелини, бивш ученик на Галилео Галилей, по математика и астрономия. Той се радва на физическа активност и на обучение по военни изкуства, конна езда, лов, което е видно в ценния дневник, оставен от неговия камерхер Чезаре Тинги, и на подчертано внимание към религиозните и морални практики, по изричната воля на много религиозните велики херцогини.
През 1626 г. Фердинандо II се разболява от едра шарка – факт, документиран от поредица негови портрети на Юстус Сустерманс. През 1628 г. той решава да направи дълго пътуване в Италия и Европа, като посети Рим, Неапол, светилището на Лорето, Болоня, Ферара, Венеция, Виена и Прага, където се среща с чичо си по майчина линия, император Фердинанд II Хабсбургски.

### Управление

#### Вътрешна политика
На 14 юли 1628 г. Фердинандо II става пълновластен велик херцог, въпреки че в ранните години влиянието на майка му и баба му остава силно върху обществените дела, Той веднага кара поданиците си да го заобичат заради кротостта му и семплия му характер: намирайки финансите в хаос, той значително намалява съдебните разходи и прави етикета по-методичен и прост. Популярността му нараства още повече, когато по време на чумната епидемия от 1630 г., за разлика от много други членове на аристокрацията и правителството, Фердинандо II и братята му лично помагат на населението. Въпреки това, въпреки ангажимента и предпазните мерки за предотвратяване на заразата, като ограничаване на влизането на границите, епидемията унищожава около 10% от населението на Великото херцогство, причинявайки силен икономически дисбаланс.
По време на дългото си управление Фердинандо II желае да сподели властта с братята си Джовани Карло, Матиас и Леополдо, с които установява отлично сътрудничество и които винаги са близо до него. Въпреки ангажираността и способностите му обаче, признати от много историци, царуването му вижда първите признаци на упадък на тосканската икономика, главно поради щетите от чумата от 1630 г. и катастрофалната международна икономическа и политическа ситуация, която кулминира с тежката намеса на Тоскана по време на войната с Кастро.
Фердинандо II продължава работата по повторното култивиране на долината Киана, грижи се за селскостопанското производство, по-специално за производството на вина, масла и сурова коприна, значително намалява вътрешните задължения и се опитва да разруши корпоративните бариери, които ограничават развитието на вълната и коприна. Накрая, за да се справи със сериозната финансова ситуация, той се опитва да реорганизира данъчната система и разформирова част от военния флот през 1649 г. Освен това на 17 май 1626 създава ловния резерват Barco reale в района на планината Монталбано.

#### Външна политика
Във външната политика Фердинандо II винаги се е движил изключително предпазливо, опитвайки се да балансира между Кралство Франция и Кралство Испания. През 1635 г. той напразно се опитва да създаде лига от италиански държави, които да се противопоставят на двете сили. През 1643 г. влиза във втората война на Кастро, за да предотврати укрепването на Папската държава по южните граници на Великото херцогство. Войната включва много големи разходи и изтощава хазната до такава степен, че за да събере повече заемни средства, великият херцог трябва да плаща много скъпа лихва, докато в някои земеделски райони практиката на бартер се възобновява поради сериозните парични проблеми. По време на неговото управление територията на Великото херцогство е леко разширена чрез покупките на графство Санта Фиора (1633 г.) от потомък на Сфорца и на Понтремоли (1649 г.) с платени 50 хил. златни флорина на Испания.

### Меценатство
Искрено проявяващ интерес към науката от детството си, Великият херцог пази барометри, термометри и други технологични инструменти в Палацо Пити за свое удоволствие. Той е щедър покровител на изследователи като Галилео Галилей, Еванджелиста Торичели и Винченцо Вивиани, като не пренебрегва да се посвети лично на проучвания върху изкуственото инкубиране на кокошки и на подобренията в термометъра.
През 1642 г. той основава Експерименталната академия на Медичите, от която произлиза Експерименталната академия (Accademia del Cimento), замислена от брат му Леополдо през 1657 г., която е първото европейско научно общество с експериментален характер. През 1654 г. той открива първата в света метеорологична служба с помощта на йезуита Луиджи Антинори.
През 1633 г., по време на неговото управление, е започнат процесът на Инквизицията срещу Галилео Галилей, за който Фердинандо II работи енергично, за да гарантира пизанският учен да бъде признат за невинен и оставен свободен да продължи изследванията си. След осъждането на Галилей Фердинандо предпазливо преследва целта за неговото премахване или смекчаване на присъдата.
Великият херцог обогатява важните колекции от картини, антики, полускъпоценни камъни, бижута и скулптури, които вече са започнати от неговите предшественици, особено след пристигането на колекциите от херцозите на Урбино, на които съпругата му Витория дела Ровере е последна потомка, включваща и известната „Венера Урбинска“ от Тициан и „Портретът на Юлий II“ от Рафаело.

### Брак
През 1634 г. Фердинандо II се жени за Витория дела Ровере. Това е несполучлив брак поради различията в характерите и интересите на двамата. Фердинандо е весел човек, интересуващ се от наука, а Витория – религиозна жена със строги навици. Двойката има няколко деца: първият син, Козимо („Козимино“), умира скоро след раждането, през 1639 г. (негов портрет от Юстус Сустерманс остава в параклисите на Медичите). По-късно, през 1641 г., се ражда дъщеря, която умира почти веднага, преди дори да получи име и да бъде кръстена. Първите разногласия с Витория възникват при раждането на третото дете и който по-късно е престолонаследник – Козимо, роден през 1642 г., комуто Фердинандо II иска да даде повече политическо и научно образование, докато майка му желае той да бъде обучаван от религиозни лица. Четвъртото и последно дете на двойката, Франческо Мария, се ражда много години по-късно, през 1660 г.

### Смърт
59-годишният Фердинандо II умира на 23 май 1670 г. от инсулт след влошаване на оток, който го измъчва от известно време. Той е разкошно погребан в Параклисите на Медичите в базиликата Сан Лоренцо.
През 1857 г., по време на първоначално проучване на телата на Медичите, тялото му е открито така: „… превърнат в кости. Под плаща на Великия магистър на Ордена на Свети Стефан той носеше черна дреха от кадифен хермезин, богата на дантела; а на краката си имаше конусовидна шапка с голяма периферия... от дясната страна – дървен скиптър. На качулката и на гърдите бяха пришити два златни медала... От короната, която държеше в ръцете си, открихме друг по-малък златен медал, висящ...“.

## Фердинандо II и науката
Започвайки от средата на 1640-те г., Великият херцог организира неформална дейност за експериментиране в двора. Направени са експерименти с първите създавани някога термометри, влажността на въздуха е измерена с кондензационния хигрометър, „гравитацията или лекотата на течно нещо" с хидрометъра. През 1644 г. в цитрусовата оранжерия на Градина „Боболи“ е тестван нещо като изкуствен инкубатор за раждане на пиленца въз основа на температурата, измерена с 60-градусов термометър, поставен под мътеща кокошка. Тези експериментални дейности представляват предпоставката, от която започва Експерименталната академия, основана през 1657 г. от брат му Леополдо.
Фердинандо II подкрепя Галилео Галилей и насърчава изследванията му. По време на процеса срещу Галилей от 1633 г. той работи усилено, за да гарантира пизанският учен да бъде признат за невинен и оставен свободен да продължи изследванията си. След осъждането на Галилей той предпазливо преследва целта присъдата му да бъде отменена или смекчена.

## Брак и потомство
∞ 1634 за Витория дела Ровере (* 7 февруари 1622, Пезаро; † 5 март 1694, Пиза) от фамилията Дела Ровере, принцеса от Херцогство Урбино, дъщеря на Федерико Убалдо дела Ровере и Клавдия де Медичи, от която има трима сина и една дъщеря:
- Козимо де Медичи (* 19 декември 1639, Флоренция; † 21 декември 1639, пак там), велик принц на Тоскана
- дъщеря (*/ † 1640 при раждане)
- Козимо III де Медичи (* 14 август 1642, Флоренция; † 31 октомври 1723, пак там), 6-и Велик херцог на Тоскана; ∞ 20 юни 1661 г. за Маргарита Луиза Орлеанска (* 28 юли 1645, † 17 септември 1721), дъщеря на херцог Гастон Орлеански, третият син на Анри IV и на Мария де Медичи. Развод 1675 г. Двамата имат двама сина и една дъщеря.
- Франческо Мария де Медичи (* 12 ноември 1660, Флоренция; † 3 февруари 1711, Баньо а Риполи), кардинал, херцог на Ровере и Монтефелтро; ∞ за Елеонора Луиза Гондзага (* 13 ноември 1686, Гуастала; † 16 март 1742, Падуа), дъщеря на Винченцо Гондзага, херцог на Гуастала, от която няма деца.

- Витория дела Ровере ,
съпруга
- Козимо III,
син
- Франческо Мария,
син